# 馬楠 (加拿大導演)
馬楠（1982年—）是華裔加拿大導演。

## 生平
2019年所執導電影《活著唱著》，入圍第72屆坎城影展的「導演雙週」競賽單元。

## 外部連結
- 馬楠在豆瓣上的资料（简体中文）
- 馬楠在互联网电影资料库（IMDb）上的資料（英文）